# 近松茂矩
近松 茂矩（ちかまつ  しげのり、1697年（元禄10年）- 1778年3月15日（安永7年2月17日））は、江戸時代中期の兵学者、尾張藩士。一全流兵学の創始者。通称は彦之進。南海、（嚢）玄子と号した。

## 来歴
1712年（正徳2年）、16歳にして御通番に召し出され、翌年に江戸詰となる。武術を好んだ藩主徳川吉通より「武道全流道知辺」の伝と称し兵学武術の統合を命じられる。19歳にして全流練兵伝の門戸を開いて兵学を教授する。
吉通の没後、その遺命によって儒学色の強い佐枝系長沼流兵学を学び、さらに神軍伝大星思想を導入して日本的兵学の神道精神を唱導した。のち稲富流など数流の砲術を導入して一全流練兵伝を大成し、尾張藩独特の兵法の基盤を築いた。1778年3月15日（安永7年2月17日）に没し、城西押切町本龍寺に葬られた。享年82。

### 茶書の作者として
茶書の著者として『茶湯故事談』全7巻、『茶窓間話』が茶人の間で読まれている。

## 著作

### 兵学
- 『鉄砲茶話附尾問答 4巻』（近松茂矩輯録）書写者不明、書写年不明。
- 『田獵銃並田獵射 ３巻附２巻 2冊』（近松茂矩 訂補）書写、書写年不明。
- 『田獵銃並田獵射 ３巻附２巻 のうち 田猟射』（近松茂矩 訂補）写本、書写年不明。
- 『鉄砲茶話附尾問答』写本、書写年不明。
- 『矢鏃銘鑑』（佐枝種重 著、近松茂矩 増補）写本。
- 『矢鏃銘鑑』（佐枝種重 著、近松茂矩 増補）榧園主人 写、1901年。
- 『火砲習録』。
- 『円覚院様御伝十五箇条 名分大義説』（近松茂矩 著, 堀尾春芳 著）名古屋史談会、1912年。
- 佐伯有義、 植木直一郎、井野辺茂雄 編『兵要録附考』時代社〈武士道全書 第四巻〉、1942年、181 - 199頁。

### 尾張徳川家4代伝記
- 『昔咄 : 抄録 慶勝公履歴附録』（近松彦之進 編述、長谷川敬 編）国史研究会〈日本偉人言行資料〉、1915年。

### 茶書
- 『茶湯故事談 上(第1-3巻)』（近松茂矩筆記）凰鳴庵（写）、安政5（1858）年。
- 『茶湯故事談 中(第4-6巻)』（近松茂矩筆記）凰鳴庵（写）、安政5（1858）年。
- 『茶湯故事談 下(7巻)』（近松茂矩筆記）凰鳴庵（写）、安政5（1858）年。
- 『茶牕閒話 3巻（1）』鉛屋安兵衞、享和4（1804）年。
- 『茶牕閒話 3巻（2）』鉛屋安兵衞、享和4（1804）年。
- 『茶牕閒話 3巻（3）』鉛屋安兵衞、享和4（1804）年。
- 『茶牕閒話 3巻（4）』鉛屋安兵衞、享和4（1804）年。